# 池田幹幸
池田 幹幸（いけだ よしたか、「いけだ かんこう」とも、1941年10月20日 - 2025年1月28日）は、日本の政治家。日本共産党参議院議員（1期）。日本共産党中央委員。

## 来歴
大阪府出身。大阪府立大手前高等学校を経て、1964年大阪外国語大学（現大阪大学外国語学部）中国語学科を卒業。野間友一衆議院議員（当時）の秘書を務めた後、1998年の第18回参議院議員通常選挙で比例区から立候補し初当選。
参議院議員在籍中は同院国会対策副委員長のほか、国民運動委員・中小企業局長などを歴任した。1期の任期のみで次期参院選には立候補しなかった。
2025年1月28日、心不全のため千葉県松戸市の病院で死去。83歳没。

## 著書
- 『大企業の民主的規制とは』（新日本出版社、1996年、シリーズ労働運動13）ISBN 4-406-02469-7